# Marcos António Elias Santos
Marcos António Elias Santos (Alagoinhas, 25 mei 1983) is een Braziliaanse voetballer (verdediger) die anno 2012 voor Johor Darul Ta'zim F.C. uitkomt. Voordien speelde hij onder andere voor Gil Vicente, Leiria, FC Nürnberg, AJ Auxerre en Rapid Boekarest.